# Rio Zêzere
Lago Azul no rio Zêzere, vendo-se ao fundo a ponte entre Vila de Rei e Ferreira do Zêzere
O rio Zêzere é um curso de água da região do Centro, Portugal. Nasce na serra da Estrela, a cerca de 1900 m de altitude, junto ao Cântaro Magro. Ainda na zona da serra da Estrela, passa por Manteigas e próximo da cidade da Covilhã, seguindo depois para sudoeste, confluindo com o rio Tejo a oeste de Constância, após um curso de cerca de 200 km. 

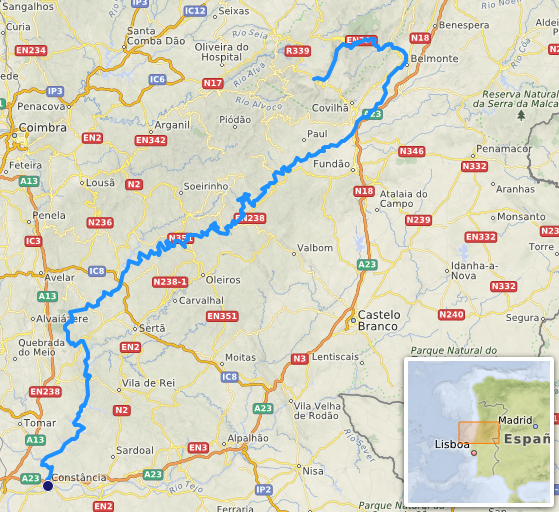
Curso do rio Zêzere

O Zêzere é o segundo maior rio exclusivamente português, após o rio Mondego. A sua bacia hidrográfica tem 5043 km² (dos quais 1056 km² pertencem ao rio Nabão). Os grandes desníveis, aliados ao caudal de água (por vezes superior a 10 000 m³/s.), representam uma notável riqueza hidroelétrica, aproveitada em três barragens (Bouçã, Cabril e Castelo de Bode), que produzem anualmente 700 GWh.

## Origem do nome
Não existe consenso relativamente à etimologia de Zêzere. É referido como Ozécaro [Ozecarus] e Zacor em obras de André de Resende e de Miguel Leitão de Andrada. Num foral de 1169, D. Afonso Henriques faz a doação do Castelo de Ozêzar, nas imediações da foz do rio, indiciando que Ozecarum já derivara então em Ozêzar.
Uma das possíveis origens para o nome do rio poderá encontrar-se na árvore zenzereiro, actualmente mais conhecida por azereiro, que cresce e floresce nas suas margens, muito embora M. L. de Andrada indique o contrário, que teria sido o rio a dar o nome à planta: "o notável zenzereiro, árvore a quem o rio deu o nome".
Alternativamente, coloca-se a hipótese de origem a partir do árabe, de od (rio) e zez, que significa cigarra, resultando em ozezar (Castelo de Ozezar), ou seja, rio das cigarras.
Outras alternativas incluem origens a partir de antropónimo, seja de Ozecaris — à semelhança da origem do topónimo em Santa Marinha do Zêzere —  ou mesmo de César.

## Alto Zêzere

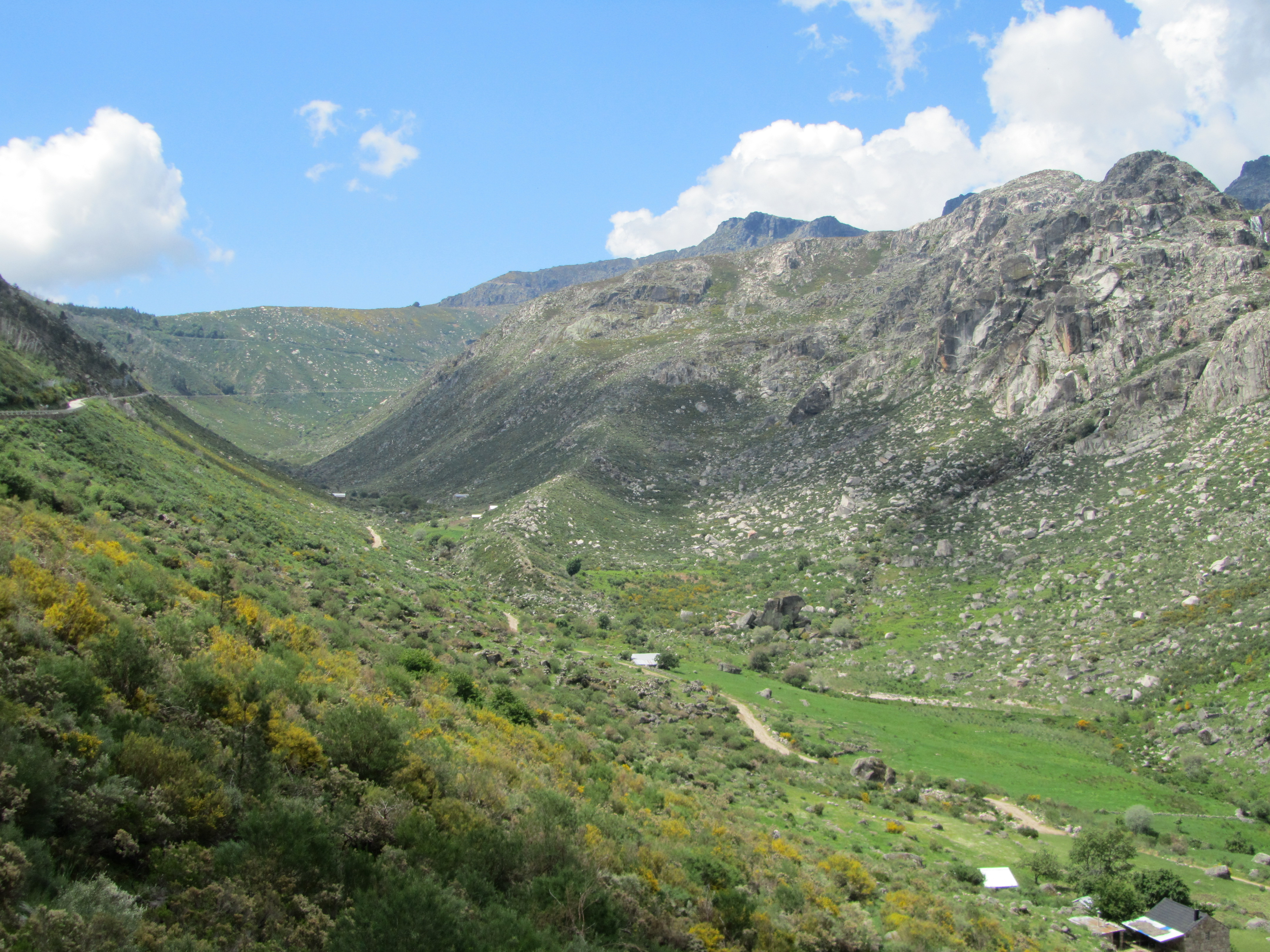
Troço superior do rio Zêzere, ocupando vale de origem glaciária na serra da Estrela

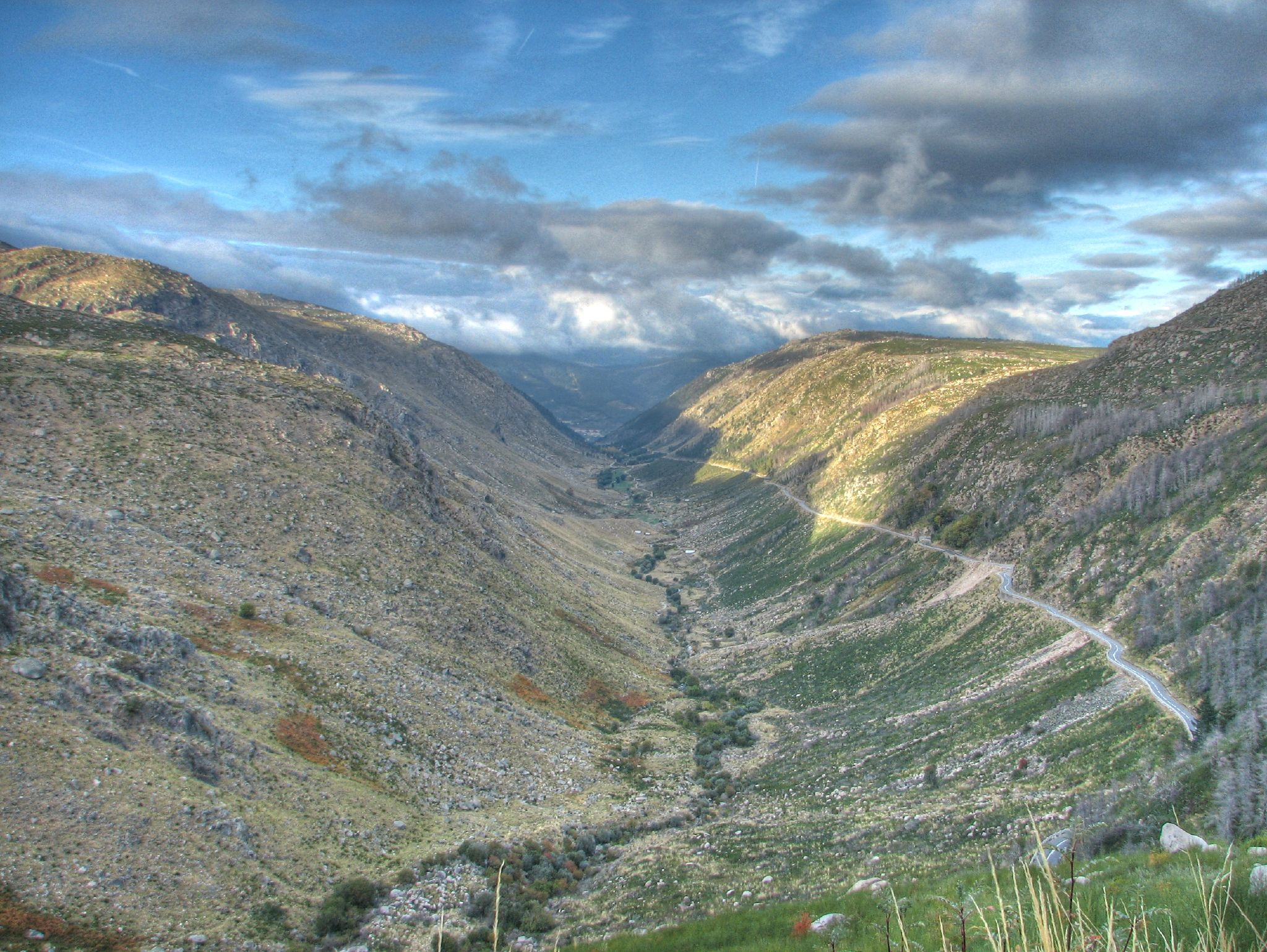
Vale glaciar

O alto Zêzere, ou Zêzere superior, ocupa um antigo vale glaciar instalado ao longo de uma falha de orientação sudoeste-nordeste, sendo parte integrante do Parque Natural da Serra da Estrela e da Rede Natura 2000.
A nascente situa-se no circo glaciário, que define uma sucessão de três covões (ombilics), depressões mal drenadas: Covão Cimeiro, Covão d'Ametade e o pequeno Covão da Albergaria. Percorre depois o vale glaciar em forma de U, ao longo de 13 km, um dos maiores da Europa, ladeando a vila de Manteigas e começando a inversão do seu curso, que depois de Belmonte segue uma orientação de noroeste a sudeste.

## Foz

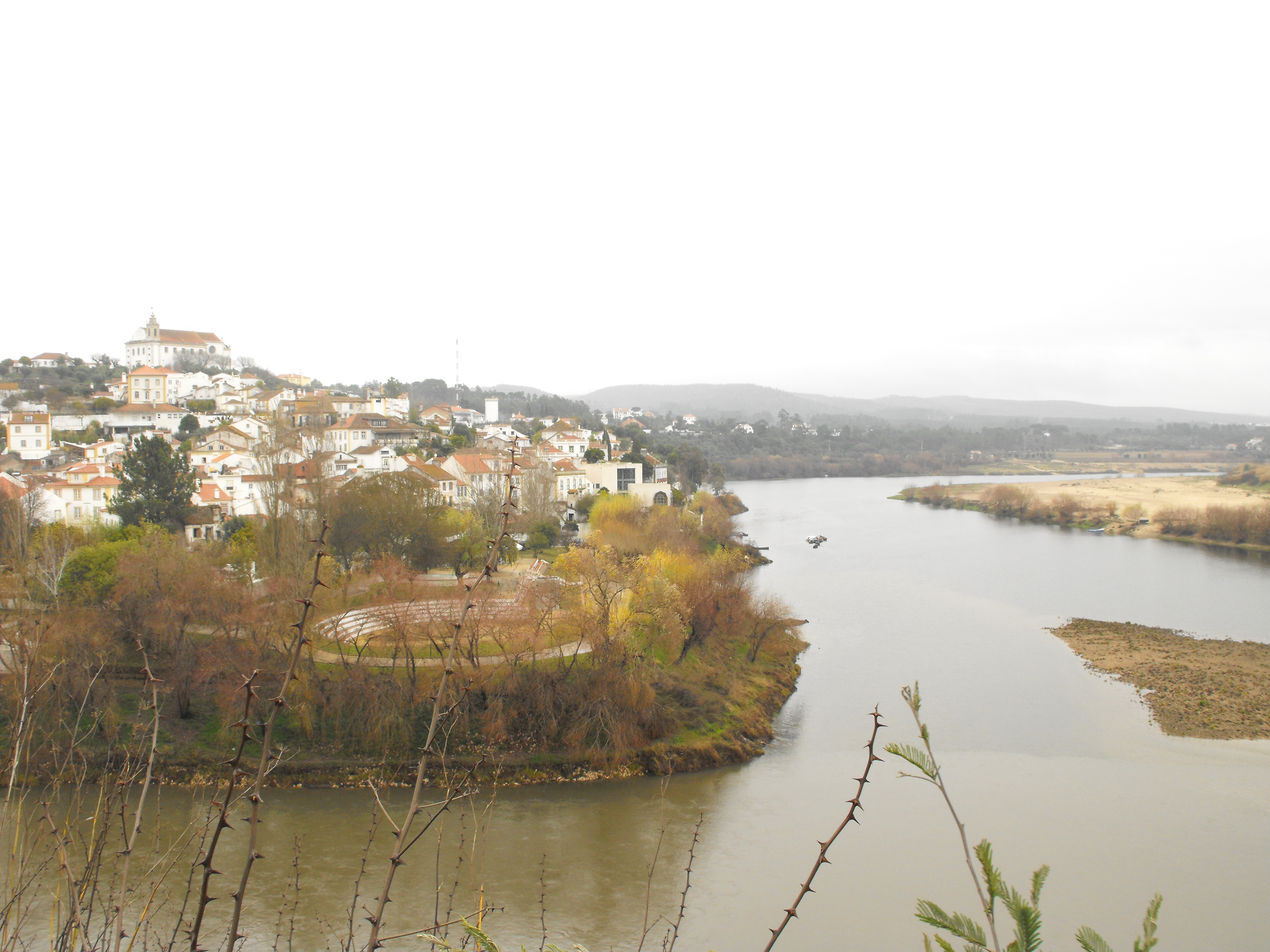
Foz do Zêzere (à esquerda), com a vila de Constância ao fundo.

Desagua no rio Tejo, junto à vila de Constância. Após a Barragem de Castelo de Bode, percorre um último trecho não represado de 12 km, antes de desembocar no Tejo.

## Afluentes
Os seus principais afluentes na margem direita são: o ribeira de Alge, o rio Cabril, o rio Unhais, o rio Nabão, a ribeira de Paul e a ribeira de Pêra. Na margem esquerda encontramos a ribeira de Bogas, a ribeira de Rio Caria, a ribeira da Malhadancha, a ribeira da Isna, a ribeira de Meimoa, a ribeira da Sertã e a ribeira de Teixeira.